# Guinness
A Guinness é uma marca de cerveja irlandesa cuja história teve início em 1759, quando Arthur Guinness alugou uma fábrica em Dublin, na Irlanda, e começou a produzir sua cerveja. Em 1862 adotou a Harpa irlandesa como símbolo. 
Com quase 300 anos de história, a cerveja Guinness é produzida com a mesma composição: malte irlandês, água de Dublin, lúpulo e levedura. 
A cerveja Guinness é produzida localmente em 60 países e comercializada num total de 120 países, possuindo 80% de participação no mercado mundial de cerveja preta. Ao redor do mundo, 170 mil pubs consomem 10 milhões de copos (pints) de Guinness diariamente.
Guinness é a sexta cervejaria do mundo, proprietária das marcas Harp, Kilkenny, Red Strip, Kaliber, Smithwick's Ale e participante de fusões com cervejarias locais ao redor do mundo. Suas vendas chegam a de 2,7 bilhões de litros de cerveja por ano.